# Novobiocin
Novobiocin (auch Albamycin oder Streptonivicin) ist ein natürliches bakterielles Antibiotikum. Strukturell handelt es sich um ein Coumarin.

## Vorkommen
Novobiocin wird von Streptomyces niveus gebildet, aus dem es 1955 zum ersten Mal gewonnen wurde.

## Biosynthese
Ein Schlüsselintermediat in der Biosynthese des Novobiocins ist die Novobiocinsäure.  Diese wird mit dem Zucker Noviose  glycosyliert. In den letzten Schritten der Biosynthese wird die Methylgruppe an der Zuckereinheit mittels S-Adenosylmethionin eingeführt sowie die Carbamat-Gruppe aufgebaut. Die Coumarineinheit wird aus Tyrosin gebildet.

## Pharmakologische Wirkung
Novobiocin ist ein Antibiotikum, das als Inhibitor der bakteriellen Gyrase wirkt. Die Gyrase ist für die Bildung von DNA-Supercoils verantwortlich, wofür Adenosintriphosphat (ATP) hydrolysiert werden muss. Novobiocin hemmt die Interaktion der Gyrase mit ATP und damit indirekt das Supercoiling.

## Verwandte Verbindungen
Clorobiocin  und Coumermycin A1  sind strukturell verwandte Verbindungen, die ebenfalls von Streptomyces gebildet werden und als Gyrase-Inhibitoren wirken.

## Externe Links zu erwähnten Verbindungen
1. ↑  Externe Identifikatoren von bzw. Datenbank-Links zu Novobiocinsäure:  CAS-Nr.: 485-23-4, PubChem: 54691348, ChemSpider: 20118160, Wikidata: Q27114723.
2. ↑  Externe Identifikatoren von bzw. Datenbank-Links zu Noviose:  CAS-Nr.: 114129-09-8, PubChem: 5461025, ChemSpider: 4574399, Wikidata: Q27114062.
3. ↑  Externe Identifikatoren von bzw. Datenbank-Links zu Clorobiocin:  CAS-Nr.: 39868-96-7, PubChem: 54706138, ChemSpider: 66286, DrugBank: DBDB03966, Wikidata: Q5135146.
4. ↑  Externe Identifikatoren von bzw. Datenbank-Links zu Coumermycin A1:  CAS-Nr.: 4434-05-3, EG-Nr.: 636-952-4, ECHA-InfoCard: 100.164.703, PubChem: 54675768, Wikidata: Q15408415.